# Gazzetta di Mantova
Gazzetta di Mantova je nejstarší italský deník založený v roce 1664 a nejspíše nejstarší tištěný deník na světě. Jeho redakce sídlí na Piazza Cesare Mozzarelli v Mantově. Vlastní ho mediální konglomerát GEDI Gruppo Editoriale. V průběhu politických událostí v Itálii změnil názvy na Gazzetta del Mincio, Giornale del dipartimento del Mincio a La voce di Mantova. V současnosti vychází v nákladu 30 až 40 tisíc výtisků.